# Identificador únic
Un identificador únic (UID) és un identificador que es garanteix que és únic entre tots els identificadors utilitzats per a aquests objectes i per a un propòsit específic. El concepte es va formalitzar al principi del desenvolupament de la informàtica i els sistemes d'informació. En general, s'associava amb un tipus de dades atòmiques.
A les bases de dades relacionals, certs atributs d'una entitat que serveixen com a identificadors únics s'anomenen claus primàries. En matemàtiques, la teoria de conjunts utilitza el concepte d'índexs d'elements com a identificadors únics.

## Classificació
Hi ha alguns tipus principals d'identificadors únics, cadascun corresponent a una estratègia de generació diferent:
1. números de sèrie, assignats de manera incremental o seqüencial, per una autoritat central o referència acceptada.
2. nombres aleatoris, seleccionats a partir d'un espai numèric molt més gran que el nombre màxim (o esperat) d'objectes a identificar. Tot i que no són realment únics, alguns identificadors d'aquest tipus poden ser adequats per identificar objectes en moltes aplicacions pràctiques i, amb l'ús informal del llenguatge, encara es denominen "únics"
  1. Funcions hash: basades en el contingut de l'objecte identificat, assegurant que els objectes equivalents utilitzen el mateix UID.
  2. Generador de números aleatoris: basat en un procés aleatori.
3. noms o codis assignats per elecció que s'obliga a ser únics mantenint un registre central com els Serveis d'Informació EPC.
4. noms o codis assignats mitjançant un règim que implica múltiples emissors (concurrents) d'identificadors únics a cadascun dels quals se'ls assignen particions mútuament excloents d'un espai d'adreces global de manera que els identificadors únics assignats per cada emissor a cada partició d'espai d'adreces exclusiva es garanteixin que siguin globalment únics. Els exemples inclouen (1) l'adreça MAC de control d'accés als mitjans assignada de manera única a cada dispositiu d'interfície de xarxa de maquinari individual produït pel fabricant dels dispositius, (2) codis de barres de productes de consum assignats als productes mitjançant identificadors assignats pels fabricants que participen en els estàndards d'identificació GS1. i (3) l'identificador d'entitat jurídica únic i persistent assignat a una entitat jurídica per un dels registradors de LEI al Sistema d'identificació d'entitats legals global (GLEIS) gestionat per la Fundació Global LEI (GLEIF).

Els mètodes anteriors es poden combinar, jeràrquicament o individualment, per crear altres esquemes de generació que garanteixin la singularitat. En molts casos, un únic objecte pot tenir més d'un identificador únic, cadascun dels quals l'identifica amb un propòsit diferent.

## Exemples
- Publicació en sèrie d'identificador electrònic (EISP)
- Codi electrònic de producte (EPC)
- Número d'identificació internacional de llibres electrònics (IEIN)
- Número internacional estàndard del llibre (ISBN)
- Número d'identificació nacional
- Número d'identificació estàndard d'Amazon
- Número de peça
- Indicatius de trucada de ràdio
- Unitat de manteniment d'estocs (SKU)
- Seguiment i rastreig